# Buttleman
Pour plus de détails, voir Fiche technique et Distribution.
Buttleman est une comédie américaine réalisée par Francis Stokes et sortie en 2003.

## Fiche technique
Sauf indication contraire, les informations mentionnées dans cette section peuvent être confirmées par les bases de données cinématographiques IMDb et Allociné,  présentes dans la section « Liens externes ».
- Titre original : Buttleman
- Réalisation : Francis Stokes
- Scénario : Francis Stokes
- Musique : Adam Blau et Suzanne Grzanna
- Décors :
- Costumes :
- Photographie : Thomas Hargis
- Son : Nick Shaffer et Steven Stuhr
- Montage : Jessica Kehrhahn
- Production : Shereen Hariri
  - Coproduction : Kevin Baird, Maile Baird et Erik Lundmark
- Sociétés de production : Buttleman Productions LLC et Leomark Studios
- Sociétés de distribution : Leomark Studios
- Pays de production :  États-Unis
- Langue originale : anglais
- Format : couleur
- Genre : Comédie
- Durée : 94 minutes
- Dates de sortie :
  - États-Unis : 2003

## Distribution
- John Hawkes : Harold Buttleman
- Anita Barone : Wendy Blitzer
- Stephen Falk : Doug Linsey
- Karen Black : Mme Buttleman
- Dan Castellaneta : l'homme boulet de canon
- Stephanie Jane Markham : Nettie Linsey
- Ryan Alosio : Luke Buttleman
- Rusty Schwimmer : Ronette
- Leon Russom : Révérend Buttleman
- Carlos Jacott : Dwayne Perkins
- Duane Whitaker : Mitch
- Todd Duffey : le patron de Harold
- Jeff Doucette : Wally
- Michelle Ehlen : une invitée à la fête
- Chris Weidman : un invité à la fête